# Skúvoy község
Skúvoy község (feröeriül: Skúvoyar kommuna) egy község Feröeren. Skúvoy és Nagy-Dímun szigeteket foglalja magába. Központja Skúvoy. A Føroya Kommunufelag önkormányzati szövetség tagja.

## Történelem
A község jelenlegi formájában 1930-ban jött létre.

## Önkormányzat és közigazgatás

### Települések
| Település   | Népesség | Mióta a község része | Előző község        | Megjegyzés         |
| ----------- | -------- | -------------------- | ------------------- | ------------------ |
| Skúvoy      | 33       | 1930                 | Sandoy egyházközség | A község székhelye |
| Stóra Dímun | 8        | 1930                 | Sandoy egyházközség |                    |

### Polgármesterek
- Harry Jensen (2009–)[5]
- Jóhan Hentze ( – 2008)[4]

## Népesség
| Év              | Lakosság |
| --------------- | -------- |
| 1986. január 1. | 91       |
| 1991. január 1. | 92       |
| 1996. január 1. | 92       |
| 2001. január 1. | 86       |
| 2006. január 1. | 59       |